# スーパーサウルス
スーパーサウルス（学名 Supersaurus）は、中生代ジュラ紀後期に、現在の北アメリカ大陸に生息した草食恐竜。竜脚類に分類される。属名は「巨大のトカゲ」の意。
1972年、アメリカのコロラド州ドライ・メサ発掘地で発見された個体と1996年にワイオミング州のジンボ発掘地で見つかった2体の部分的な標本が確認されている。ただし、72年に見つかった、当初ウルトラサウルスとされた骨は後に頸椎と胴椎がスーパーサウルス、肩甲烏口骨はブラキオサウルスのものであると改められ、さらに別種とされた「ディスティロサウルス」とされた胴椎はスーパーサウルスのものとされることになった。時としてスペルサウルスとも表記される。
一時はブラキオサウルスに近いとされていた。恐竜の中でも特に巨大な種類である。

## 特徴
全長は最大40mになると推定されている。骨格の比較により、ディプロドクスやバロサウルスよりもアパトサウルスに似た形態を持っていたことがわかっている。ドライ・メサ発掘地の標本とジンボ発掘地の標本の尾椎骨とでは明確な違いが見られ、別種の可能性もある。
また、肋骨内部には空洞があり、気嚢があったと考えられている。ディプロドクスやバロサウルスにはない特徴であり、アパトサウルスに近いとする根拠となっている。
ゾウとの比較による試算の結果、一日の食料はおよそ500キログラムであったという。体重も30トンを超え、その大きさから100年以上生きた個体もいるであろうと推測される。

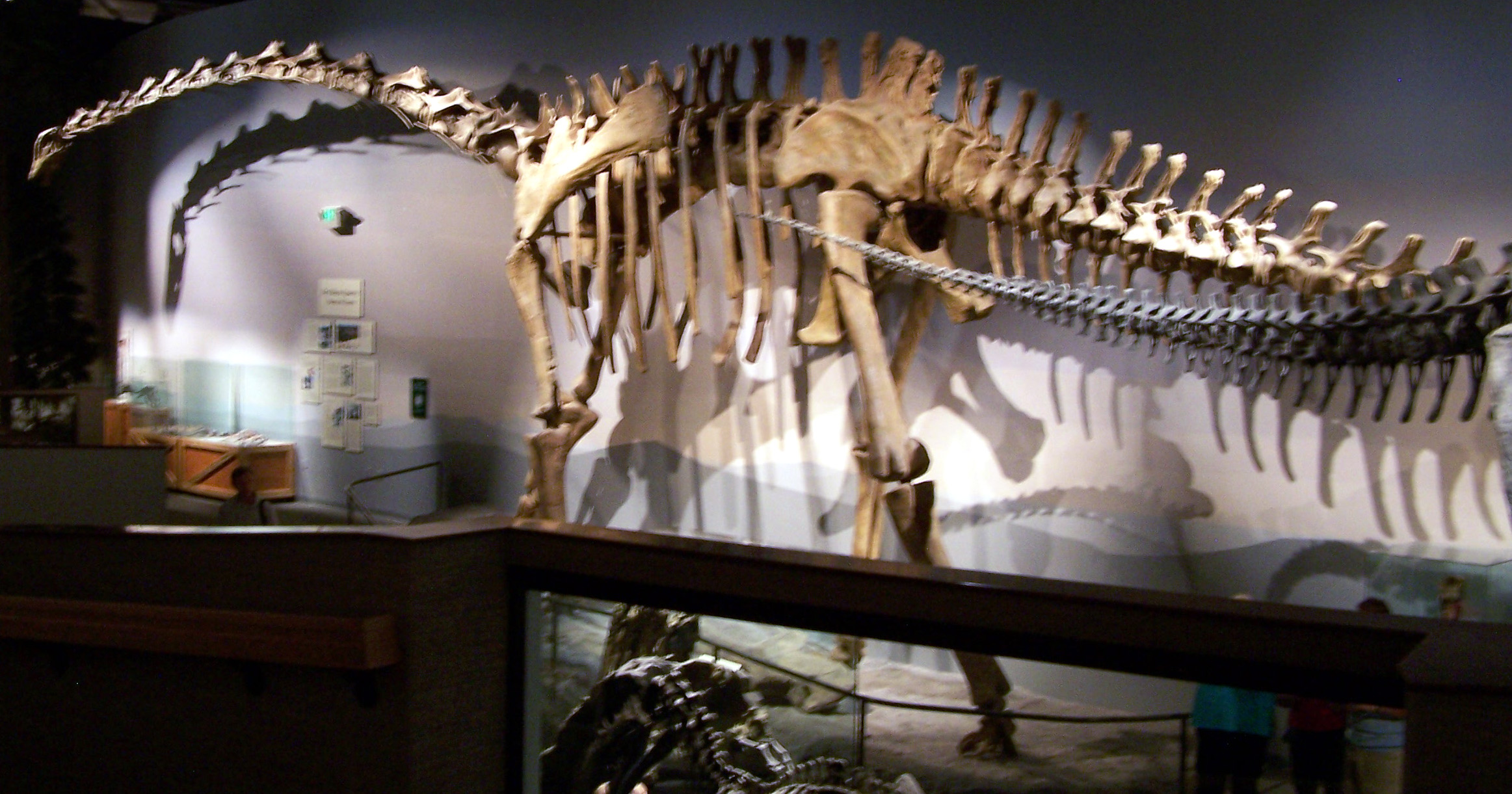
全身骨格
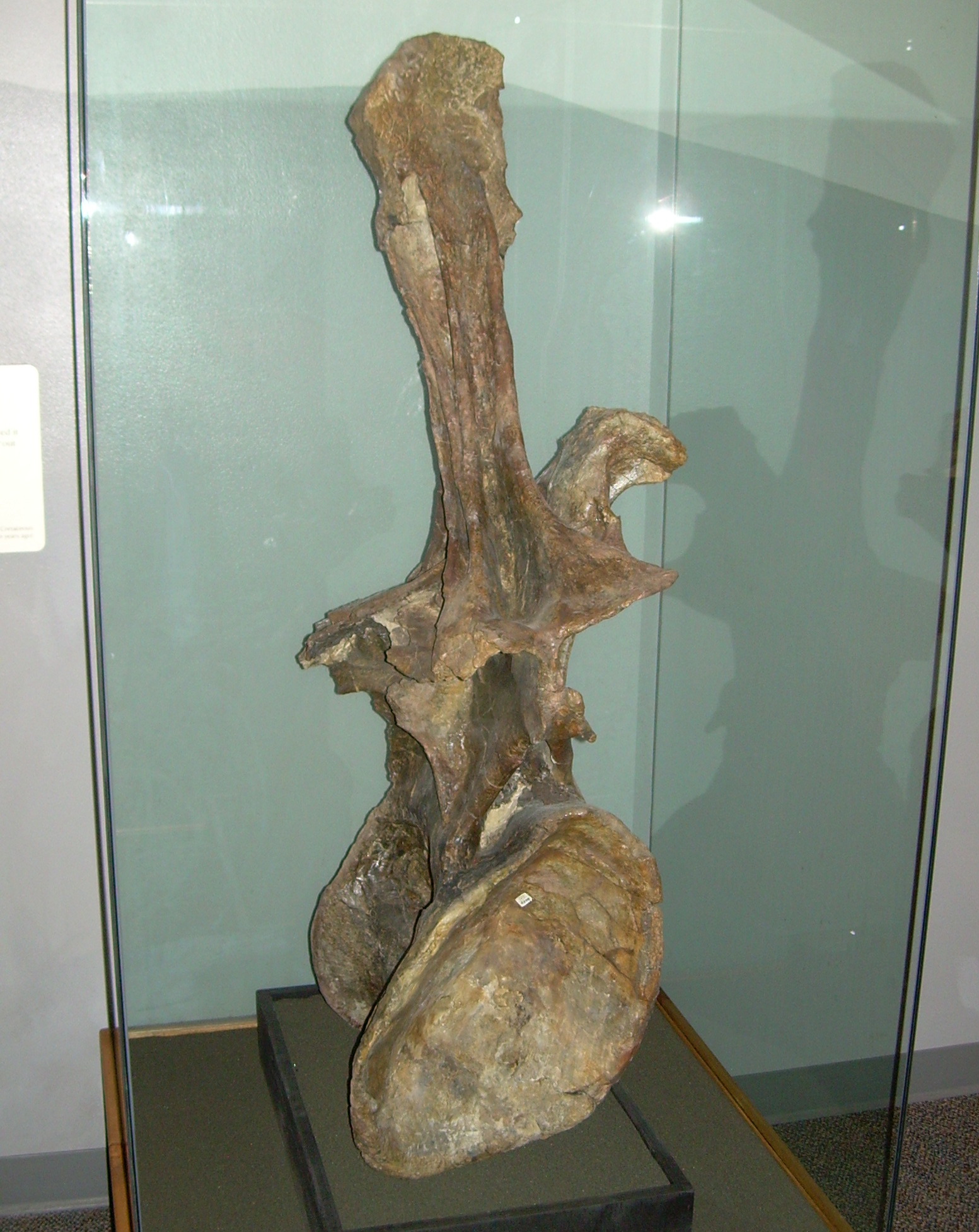
脊柱
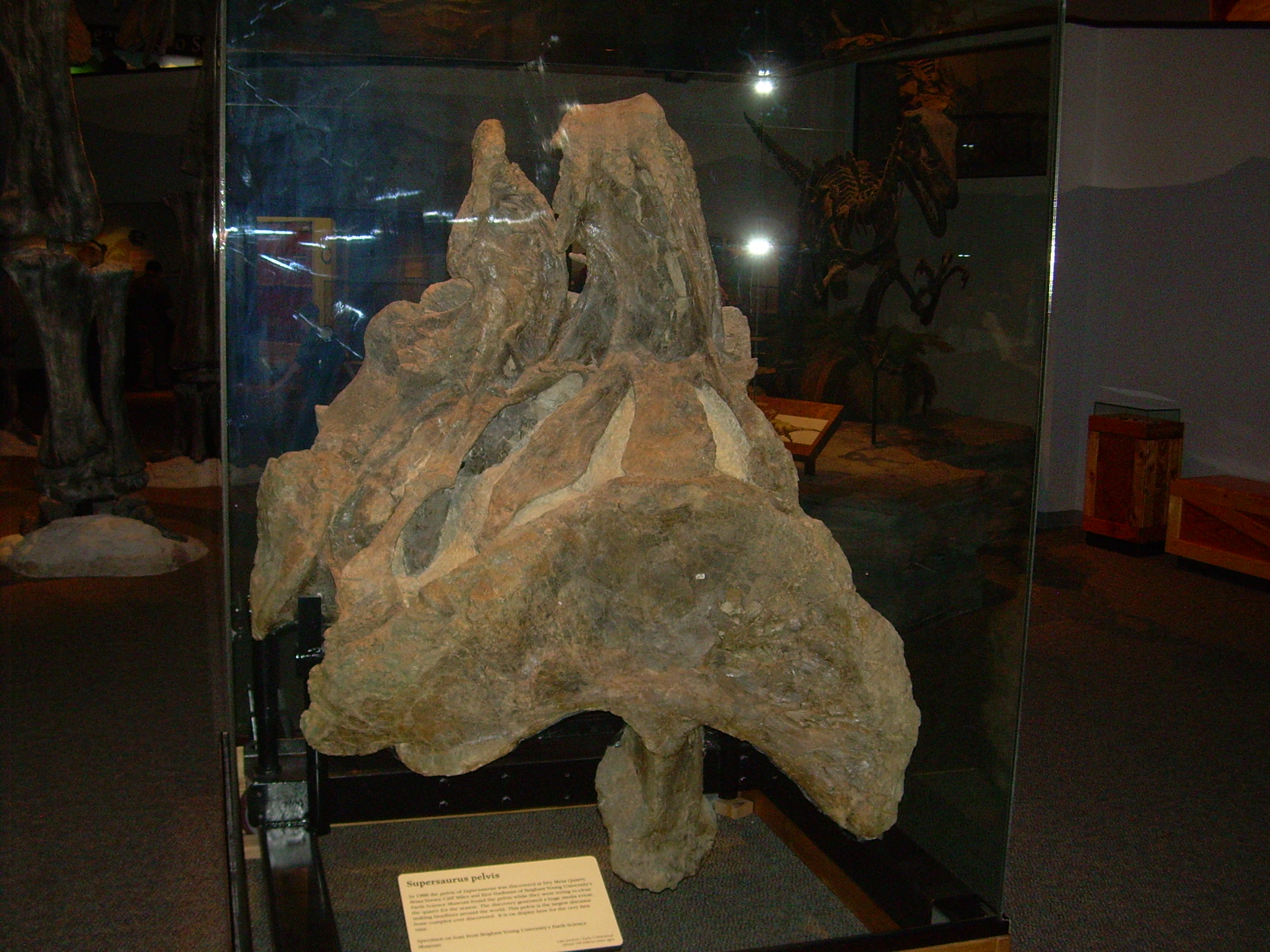
骨盤